# Jan I van Armagnac
Jan I van Armagnac (circa 1306 - Beaumont-de-Lomagne, 16 mei 1373) was van 1313 tot aan zijn dood graaf van Rodez en van 1319 tot aan zijn dood graaf van Armagnac en Fézensac. Hij behoorde tot het huis Lomagne.

## Levensloop
Jan I was de zoon van graaf Bernard VI van Armagnac en diens tweede echtgenote Cecilia, dochter en erfgename van graaf Bernard II van Rodez. Na de dood van zijn moeder in 1313 werd hij graaf van Rodez en na het overlijden van zijn vader erfde in 1319 de graafschappen Armagnac en Fézensac. Daarnaast controleerde hij ook gebieden in Quercy, Rouergue en Gévaudan. 
Bij de uitbraak van de Honderdjarige Oorlog in 1337 voorzag Jan een contingent van 6.000 man voor de militaire campagne van Connétable van Frankrijk Rudolf I van Brienne in Gascogne. In juli 1338 woonde hij een algemene conferentie in La Réole bij, maar nog voor er iets bereikt kon worden, werden Jan en graaf Gaston III van Foix naar het noorden geroepen om de verwachte Noord-Franse invasie door koning Eduard III van Engeland te helpen verslaan. Toen de dreiging in het noorden verzwakte, werd het Franse offensief in het zuiden hervat met het beleg van Penne-d'Agenais door koning Jan de Blinde van Bohemen en Gaston III van Foix. Jan voorzag 1.200 man voor dit beleg, dat resulteerde in de overgave van de stad, maar niet van het plaatselijke kasteel.
Tijdens de eerste jaren van de Honderdjarige Oorlog voerde Gaston III van Foix een reeks onafhankelijke campagnes die hem toelieten om zijn persoonlijk territorium in de Adourvallei en het Landesbos uit te breiden. Deze expansie veroorzaakte een conflict met het graafschap Armagnac. Net na zijn terugkeer uit het noorden eind 1339, viel Jan Miramont-Sensacq aan, een kleine stad in het territorium gedomineerd door het graafschap Foix die door het graafschap Armagnac geclaimd werd. Dit veroorzaakte een korte, maar gewelddadige oorlog die beëindigd werd toen de stad onder koninklijke bewaring werd geplaatst. Het conflict zorgde ervoor dat Jan zijn trouw aan de Franse kroon herzag. Toen hij in mei 1340 het noordelijke leger van koning Filips VI van Frankrijk opnieuw vervoegde, gaf hij enkele documenten aan heer Bernard Ezi IV van Albret waarin stond onder enkele voorwaarden hij koning Eduard III van Engeland zou huldigen. Als compensatie van het grondgebied dat hij zou verliezen als hij Eduard III zou huldigen, vroeg Jan om enkele steden te veroveren die koning Filips VI van Frankrijk bezat, waaronder Montréal, Mézin en Condom. Uiteindelijk slaagden de Engelsen erin om enkel Mézin te veroveren, waardoor de onderhandelingen tussen Jan en Engeland afsprongen en hij vazal van Filips VI bleef.
Ondertussen was in het noorden de situatie voor de Engelsen verbeterd nadat ze de Zeeslag bij Sluis gewonnen hadden. De volgende stap van Eduard III was een aanval op Sint-Omaars door zijn Vlaamse bondgenoten geleid door Robert III van Artesië. Robert III faalde echter compleet in het waarmaken van zijn bedoelingen, wat Filips VI van Frankrijk toeliet om Jan het plaatselijke garnizoen aangevoerd door hertog Odo IV van Bourgondië te doen vervoegen. Op 26 juli leidde een niet-toegelaten aanval van enkele Franse ridders op de vijandelijke linies tot een grote veldslag toen hertog Odo IV van Bourgondië versterking besloot in te roepen. Tijdens de Slag bij Sint-Omaars kon Jan met zijn gevolg van 300 zware cavaleristen de Vlaamse linkerzijde doorbreken en in de daaropvolgende achtervolging duizenden slachtoffers maken. Geconfronteerd door de zware verliezen besloot Robert III van Artesië zijn troepen in totale wanorde terug te trekken.
Ondertussen was koning Eduard III van Engeland begonnen met de belegering van de stad Doornik. Het beleg bleef aanslepen en in september marcheerde koning Filips VI van Frankrijk naar de stad voor een confrontatie met de Engelse troepen. Het resultaat was geen veldslag, maar onderhandelingen waarbij Jan van Armagnac een van de vijf Franse onderhandelaars was. De onderhandelingen leidden tot een wapenstilstand, die op 24 september van start ging en, met uitzondering van een kort intermezzo in 1342, tot in 1345 duurde.
In augustus 1345 belegerde Jan het Engels-Gascaanse garnizoen in Monchamp toen Hendrik van Grosmont, de hertog van Lancaster, in Bordeaux arriveerde. Lancaster opende zijn campagne door tijdens een storm de garnizoensstad Bergerac in te nemen. Dit veroorzaakte een grote schok aan het Franse hof, omdat er geen belangrijk Engels leger werd verwacht in het zuiden. Jan hielp de Franse positie te versterken door enkele van de overlevenden naar Périgueux over te brengen. Lancaster trok naar Périgueux om de stad te belegeren, maar slaagde er niet de stad te veroveren. In oktober 1345 werd hij gedwongen zich terug te trekken door de aankomst van de troepen geleid door Lodewijk van Poitiers, de graaf van Valentinois. Na de Franse nederlaag in de Slag bij Crécy en het begin van het Beleg van Calais door de Engelsen, werd Jan in september 1346 tot koninklijk commandant in het zuidwesten benoemd. Wegens de steeds verslechterende situatie voor de Fransen had hij weinig geld en troepen ter beschikking. Hierdoor was hij niet in staat om te verhinderen dat Lancaster de Engelse veroveringen in het zuiden kon consolideren en een grote raid naar Poitou kon uitvoeren. 
Tijdens de raid van Eduard van Woodstock, de zoon van koning Eduard III van Engeland, verdedigde Jan in 1355 de stad Toulouse, maar hij durfde de Engelse troepen niet bevechten. In de oorlog met het graafschap Foix om het bezit van het burggraafschap Béarn werd hij op 5 december 1362 tijdens de Slag bij Launac gevangengenomen door graaf Gaston III van Foix. Na het betalen van losgeld werd hij opnieuw vrijgelaten.
Door het Verdrag van Brétigny kwam Rouergue in 1360 onder de controle van koning Eduard III van Engeland. Diens troepen bezetten eveneens Rodez, totdat Jan in 1369 de Engelse troepen bij de Slag bij Mondalazac naar de Vallei van Cruou verdreef. Hij stierf in 1373.

## Huwelijken en nakomelingen
Op 22 oktober 1324 huwde Jan met zijn eerste echtgenote Reine van Goth (1307/1309-1325), een nicht van paus Clemens V. Het huwelijk bleef kinderloos.
In mei 1327 huwde hij met zijn tweede echtgenote Beatrix (1311-1364), dochter van Jan van Clermont, heer van Charolais en van Johanna van Dargies. Door het huwelijk kwam Jan in het bezit van de heerlijkheid Charolais. Ze kregen volgende kinderen:
- Jan II (1333-1384), graaf van Armagnac
- Bernard (1336-1357/1359)
- Johanna (1346-1387), huwde in 1360 met hertog Jan van Berry
- Martha (1347-1378), huwde in 1373 met koning Jan I van Aragón